# سن خوزه (لوماس د زامورا)
سان خوسه (به اسپانیایی: San José) شهری در کشور آرژانتین، استان بوئنوس آیرس است که در سال ۲۰۰۹ میلادی، حدود ۴۴٬۴۳۷ نفر جمعیت داشته است.